# Edgar Ruiz Quispe
Edgar Manuel Ruiz Quispe es un médico y político peruano. Fue Alcalde provincial de Huancavelica entre 2003 y 2006.
Participó en las elecciones municipales de 1998 como candidato a Alcalde provincial de Huancavelica por el partido Acción Popular sin resultar elegido. Se presentó nuevamente, esta vez por el Movimiento Independiente de Campesinos y Profesionales, en las elecciones municipales del 2002 obteniendo la elección. Tentó su reelección en las elecciones del 2006 sin éxito. Participó en las elecciones regionales de Huancavelica de 2010 como candidato a la presidencia regional de Huancavelica por el mismo movimiento quedando en quinto lugar.